# 미야마정 (후쿠이현)
미야마정(美山町)은 후쿠이현 중앙부에 있던 정이다. 면적의 약 90%를 산림이 차지하고 있었다. 
2006년 2월 1일 후쿠이시에 편입되어 폐지되었으며, 동시에 소속 정촌이 없어진 야스와군도 소멸되었다. 또한, 후쿠이시 미야마 종합지소(후쿠이시 미야마 종합지소를 거쳐 현 미야마 연락소)가 위치한 아사타니시마는 합병에 따른 지명 개칭으로 후쿠이시 미야마정이 되었다.

## 역사
- 1955년 2월 11일 - 오노군 아지미촌, 하뉴촌, 가미아지미촌과, 아스와군 시모우사카촌, 가미우사카촌이 합병해 미야마촌이 탄생과 하뉴군에 소속되었다.
- 1964년 9월 11일 - 정으로 승격해 미야마정이 되었다.
- 2006년 2월 1일 - 뉴군 고시노촌, 시미즈정과 함께 후쿠이시에 편입하여 폐지되었다

## 경제

### 산업
- 주요 산업
- 산업인구(2005년 인구조사)
  - 제1차 산업: 128명
  - 2차산업: 837명
  - 제3차 산업: 1,383명

## 교통

### 철도
- 서일본 여객철도
  - 에쓰미 본선
- 도도부현청에 연락.
  - 미야마역에서 에치미호쿠선으로 약 30분 거리에 있는 후쿠이역(후쿠이시) 하차
- 광범위한 연락
  - 후쿠이 역에서 JR 서일본 특급 열차와 연결
  - 호쿠리쿠 본선 쓰루가역(쓰루가시) 방면 보통 열차와는 에치젠하난도역(후쿠이시) 환승
- 후쿠이 철도
  - 후쿠부선
- 에치젠 철도
  - 가쓰야마에이헤이지선
  - 미쿠니아와라선

### 도로
- 국도 158호선
- 국도 364호선
- 국도 476호선